# 체임버 (영화)
《체임버》(영어: The Chamber)는 미국에서 제작된 제임스 폴리 감독의 1996년 법정 스릴러 영화이다. 크리스 오도널, 진 해크먼, 페이 더너웨이 등이 출연하였고, 브라이언 그레이저 등이 제작에 참여하였다. 출시명은 챔버이다.

## 줄거리
1967년. 쿠 클럭스 클랜이 폭탄을 터트리면서 미시시피주 인디어놀라 유대계 민권 변호사의 5살 쌍둥이 아들들이 사망한다. 이 사고로 다리를 절단한 변호사는 후에 자살한다. 클랜스맨 샘 케이홀이 살인죄로 체포돼 주교도소에 들어간다. 케이홀 일가는 이름을 바꾸고 남부에서 벗어나 타 지역으로 이주한다.
29년 뒤 시카고 로펌 변호사 애덤 홀은 몇 주 뒤 가스실형 집행이 예정된 케이홀의 무료 변호를 맡아 잭슨으로 향한다. 애덤은 사실 케이홀의 손자이며, 케이홀의 사형이 결정됐던 해에 케이홀의 아들인 자신의 아버지가 자살했던 이유를 궁금해하고 있다. 여전히 인종 차별주의를 고수하는 케이홀은 클랜스맨이라는 사실을 자랑스러워하지만 자신이 만든 폭탄은 실제로 사람을 죽이는 용도는 아니었다며 범행을 부인한다.

## 출연
- 크리스 오도널 - 애덤 홀 역
- 진 해크먼 - 샘 케이홀 역
- 페이 더너웨이 - 리 케이홀 보언 역
- 로버트 프로스키 - E. 가너 굿맨 역
- 레이먼드 J. 배리 - 롤리 웨지 역
- 보 잭슨 - 클라이드 패커 경사 역
- 릴라 로숀 - 노라 스타크 주지사 보좌관 역
- 데이비드 마셜 그랜트 - 데이비드 매캘리스터 주지사 역
- 니컬러스 프라이어 - 플린 F. 슬래터리 판사 역
- 하브 프레즈넬 - 록스버러 법무장관 역
- 밀리 퍼킨스 - 루스 크레이머 역
- 리처드 브래드퍼드
- 그레그 구슨
- 조지프 서머

## 기타 제작진
- 의상: 트레이시 타이넌